# Jāvartan
Jāvartan (persiska: جاورتن, Jūratān, Jāyartan) är en ort i Iran.   Den ligger i provinsen Khorasan, i den nordöstra delen av landet, 500 km öster om huvudstaden Teheran. Jāvartan ligger 1 188 meter över havet och antalet invånare är 172.
Terrängen runt Jāvartan är kuperad åt sydväst, men åt nordost är den platt.Runt Jāvartan är det ganska glesbefolkat, med 29 invånare per kvadratkilometer. Närmaste större samhälle är Manīdar, 8,0 km söder om Jāvartan. Omgivningarna runt Jāvartan är i huvudsak ett öppet busklandskap.